# اسپید (شخصیت کمیک)
اسپید یا سرعت یک شخصیت تخیلی و ابرقهرمان در کتاب‌های کامیک منتشر شده از مارول کامیکس می‌باشد. او توسط آلان هینبرگ و جیم چئونگ برای اولین بار در انتقام‌جویان جوان شماره ۱۰ام (فوریه ۲۰۰۶) خلق شد.